# Catharsius achates
Catharsius achates är en skalbaggsart som beskrevs av Olivier 1789. Catharsius achates ingår i släktet Catharsius och familjen bladhorningar. Inga underarter finns listade.